# 2013-as rövid pályás úszó-Európa-bajnokság
A 2013-as rövid pályás úszó-Európa-bajnokságot december 12. és december 15. között rendezték Herningben. Az Eb-n 40 versenyszámban avattak Európa-bajnokot.

## Éremtáblázat
(A táblázatban Magyarország és a rendező nemzet eltérő háttérszínnel kiemelve.)
| Helyezés | Nemzet           | Arany | Ezüst | Bronz | Összesen |
| 1.       | Oroszország      | 13    | 5     | 4     | 22       |
| 2.       | Magyarország     | 5     | 3     | 2     | 10       |
| 3.       | Spanyolország    | 4     | 0     | 0     | 4        |
| 4.       | Dánia            | 2     | 5     | 2     | 9        |
| 5.       | Svédország       | 2     | 4     | 2     | 8        |
| 6.       | Franciaország    | 2     | 3     | 1     | 6        |
| 7.       | Litvánia         | 2     | 1     | 0     | 3        |
| 8.       | Hollandia        | 2     | 0     | 4     | 6        |
| 9.       | Ukrajna          | 2     | 0     | 2     | 4        |
| 10.      | Olaszország      | 1     | 5     | 6     | 12       |
| 11.      | Németország      | 1     | 5     | 4     | 10       |
| 12.      | Csehország       | 1     | 2     | 1     | 4        |
| 13.      | Lengyelország    | 1     | 2     | 0     | 3        |
| 14.      | Szerbia          | 1     | 0     | 1     | 2        |
| 14.      | Szlovénia        | 1     | 0     | 1     | 2        |
| 16.      | Nagy-Britannia   | 0     | 3     | 5     | 8        |
| 17.      | Feröer           | 0     | 1     | 0     | 1        |
| 17.      | Izrael           | 0     | 1     | 0     | 1        |
| 19.      | Fehéroroszország | 0     | 0     | 4     | 4        |
| 20.      | Belgium          | 0     | 0     | 1     | 1        |
| 20.      | Írország         | 0     | 0     | 1     | 1        |
| 20.      | Portugália       | 0     | 0     | 1     | 1        |
|          |                  |       |       |       |          |
| Összesen | Összesen         | 40    | 40    | 42    | 122      |

## Eredmények
- WR – világcsúcs;
- ER – Európa-csúcs
- CR – Európa-bajnoki csúcs

### Férfi
| Versenyszám                   | Arany                                                                                      | Arany      | Ezüst                                                                             | Ezüst    | Bronz                                                                                   | Bronz    |
| ----------------------------- | ------------------------------------------------------------------------------------------ | ---------- | --------------------------------------------------------------------------------- | -------- | --------------------------------------------------------------------------------------- | -------- |
| 50 m-es gyorsúszás            | Vlagyimir Morozov · Oroszország                                                            | 20,77      | Marco Orsi · Olaszország                                                          | 21,00    | Andrij Hovorov · Ukrajna                                                                | 21,17    |
| 100 m-es gyorsúszás           | Vlagyimir Morozov · Oroszország                                                            | 45,96      | Danyila Izotov · Oroszország                                                      | 46,41    | Marco Orsi · Olaszország                                                                | 46,49    |
| 200 m-es gyorsúszás           | Danyila Izotov · Oroszország                                                               | 1:41,70    | Nyikita Lobincev · Oroszország                                                    | 1:42,33  | Kozma Dominik · Magyarország                                                            | 1:43,34  |
| 200 m-es gyorsúszás           | Danyila Izotov · Oroszország                                                               | 1:41,70    | Nyikita Lobincev · Oroszország                                                    | 1:42,33  | Filippo Magnini · Olaszország                                                           | 1:43,34  |
| 400 m-es gyorsúszás           | Nyikita Lobincev · Oroszország                                                             | 3:39,47    | Andrea Mitchell D'Arrigo · Olaszország                                            | 3:40,54  | Velimir Stjepanović · Szerbia                                                           | 3:40,91  |
| 1500 m-es gyorsúszás          | Gyurta Gergely · Magyarország                                                              | 14:30,26   | Pál Joensen · Feröer                                                              | 14:35,99 | Gabriele Detti · Olaszország                                                            | 14:36,43 |
| 50 m-es hátúszás              | Jérémy Stravius · Franciaország                                                            | 23,19      | Christian Diener · Németország                                                    | 23,38    | Pavel Szankovics · Fehéroroszország                                                     | 23,45    |
| 100 m-es hátúszás             | Jérémy Stravius · Franciaország                                                            | 49,74      | Vitalij Melnyikov · Oroszország                                                   | 50,05    | Camille Lacourt · Franciaország · Chris Walker-Hebborn · Egyesült Királyság             | 50,44    |
| 200 m-es hátúszás             | Radosław Kawęcki · Lengyelország                                                           | 1:49,42    | Bernek Péter · Magyarország                                                       | 1:50,43  | Christian Diener · Németország                                                          | 1:51,40  |
| 50 m-es mellúszás             | Damir Dugonjič · Szlovénia                                                                 | 26,21      | Giacomo Perez-Dortona · Franciaország                                             | 26,55    | Barry Murphy · Írország                                                                 | 26,56    |
| 100 m-es mellúszás            | Gyurta Dániel · Magyarország                                                               | 57,08      | Marco Koch · Németország                                                          | 57,14    | Damir Dugonjič · Szlovénia                                                              | 57,24    |
| 200 m-es mellúszás            | Gyurta Dániel · Magyarország                                                               | 2:00,72    | Michael Jamieson · Egyesült Királyság                                             | 2:01,43  | Marco Koch · Németország                                                                | 2:01,62  |
| 50 m-es pillangóúszás         | Andrij Hovorov · Ukrajna                                                                   | 22,36      | Steffen Deibler · Németország                                                     | 22,41    | Javhen Curkin · Fehéroroszország                                                        | 22,45    |
| 100 m-es pillangóúszás        | Jevgenyij Korotiskin · Oroszország                                                         | 49,68      | Jérémy Stravius · Franciaország                                                   | 50,09    | Steffen Deibler · Németország                                                           | 50,23    |
| 200 m-es pillangóúszás        | Velimir Stjepanović · Szerbia                                                              | 1:51,27    | Paweł Korzeniowski · Lengyelország                                                | 1:51,36  | Nyikolaj Szkvorcov · Oroszország                                                        | 1:51,62  |
| 100 m-es vegyesúszás          | Vlagyimir Morozov · Oroszország                                                            | 51,20      | Szergej Feszikov · Oroszország                                                    | 52,23    | Stefano Pizzamiglio · Olaszország                                                       | 52,81    |
| 200 m-es vegyesúszás          | Philip Heintz · Németország                                                                | 1:53,98    | Simon Sjödin · Svédország                                                         | 1:54,28  | Diogo Carvalho · Portugália                                                             | 1:54,89  |
| 400 m-es vegyesúszás          | Verrasztó Dávid · Magyarország                                                             | 4:03,48    | Gal Nevo · Izrael                                                                 | 4:03,50  | Federico Turrini · Olaszország                                                          | 4:03,94  |
| 4 × 50 m-es gyorsúszás váltó  | Oroszország · Vlagyimir Morozov · Szergej Feszikov · Jevgenyij Lagunov · Nyikita Konovalov | 1:23,36    | Olaszország · Luca Dotto · Federico Bocchia · Filippo Magnini · Marco Orsi        | 1:24,37  | Belgium · Jasper Aerents · Pieter Timmers · François Heersbrandt · Yoris Grandjean      | 1:24,86  |
| 4 × 50 m-es vegyesúszás váltó | Oroszország · Vitalij Melnyikov · Oleg Kosztyin · Nyikita Konovalov · Vlagyimir Morozov    | 1:32,28 WR | Olaszország · Stefano Pizzamiglio · Francesco Di Lecce · Piero Codia · Marco Orsi | 1:32,83  | Németország · Christian Diener · Hendrik Feldwehr · Steffen Deibler · Maximilian Oswald | 1:33,06  |

### Női
| Versenyszám                   | Arany                                                                                      | Arany          | Ezüst                                                                             | Ezüst   | Bronz                                                                                              | Bronz   |
| ----------------------------- | ------------------------------------------------------------------------------------------ | -------------- | --------------------------------------------------------------------------------- | ------- | -------------------------------------------------------------------------------------------------- | ------- |
| 50 m-es gyorsúszás            | Ranomi Kromowidjojo · Hollandia                                                            | 23,36          | Sarah Sjöström · Svédország                                                       | 23,79   | Aljakszandra Heraszimenya · Fehéroroszország                                                       | 23,83   |
| 100 m-es gyorsúszás           | Ranomi Kromowidjojo · Hollandia                                                            | 51,78          | Sarah Sjöström · Svédország                                                       | 51,99   | Aljakszandra Heraszimenya · Fehéroroszország                                                       | 52,34   |
| 200 m-es gyorsúszás           | Federica Pellegrini · Olaszország                                                          | 1:52,80        | Charlotte Bonnet · Franciaország                                                  | 1:53,26 | Veronyika Popova · Oroszország                                                                     | 1:53,62 |
| 400 m-es gyorsúszás           | Mireia Belmonte · Spanyolország                                                            | 3:56,14        | Lotte Friis · Dánia                                                               | 3:58,35 | Federica Pellegrini · Olaszország                                                                  | 3:58,90 |
| 800 m-es gyorsúszás           | Mireia Belmonte · Spanyolország                                                            | 8:05,18        | Lotte Friis · Dánia                                                               | 8:08,68 | Sharon van Rouwendaal · Hollandia                                                                  | 8:14,24 |
| 50 m-es hátúszás              | Simona Baumrtová · Csehország                                                              | 26,26          | Aleksandra Urbanczyk · Lengyelország                                              | 26,31   | Michelle Coleman · Svédország                                                                      | 26,67   |
| 100 m-es hátúszás             | Mie Østergaard Nielsen · Dánia                                                             | 55,99 CR, ER   | Simona Baumrtová · Csehország                                                     | 56,28   | Darina Zevina · Ukrajna                                                                            | 56,94   |
| 200 m-es hátúszás             | Darina Zevina · Ukrajna                                                                    | 2:02,20        | Simona Baumrtová · Csehország                                                     | 2:03,06 | Hosszú Katinka · Magyarország                                                                      | 2:03,81 |
| 50 m-es mellúszás             | Julija Jefimova · Oroszország                                                              | 29,04 CR       | Rūta Meilutytė · Litvánia                                                         | 29,10   | Moniek Nijhuis · Hollandia                                                                         | 29,79   |
| 100 m-es mellúszás            | Rūta Meilutytė · Litvánia                                                                  | 1:02,92 CR     | Julija Jefimova · Oroszország                                                     | 1:02,96 | Rikke Møller Pedersen · Dánia                                                                      | 1:04,39 |
| 200 m-es mellúszás            | Julija Jefimova · Oroszország                                                              | 2:14,39 WR     | Rikke Møller Pedersen · Dánia                                                     | 2:15,21 | Vitalina Simonova · Oroszország                                                                    | 2:18,88 |
| 50 m-es pillangóúszás         | Sarah Sjöström · Svédország                                                                | 24,90 CR       | Jeanette Ottesen · Dánia                                                          | 25,03   | Inge Dekker · Hollandia                                                                            | 25,29   |
| 100 m-es pillangóúszás        | Sarah Sjöström · Svédország                                                                | 55,78          | Jemma Lowe · Egyesült Királyság                                                   | 56,32   | Jeanette Ottesen · Dánia                                                                           | 56,42   |
| 200 m-es pillangóúszás        | Mireia Belmonte · Spanyolország                                                            | 2:01,52 CR, ER | Franziska Hentke · Németország                                                    | 2:03,47 | Jemma Lowe · Egyesült Királyság                                                                    | 2:04,51 |
| 100 m-es vegyesúszás          | Rūta Meilutytė · Litvánia                                                                  | 57,68 CR       | Hosszú Katinka · Magyarország                                                     | 57,96   | Siobhan-Marie O'Connor · Egyesült Királyság                                                        | 58,26   |
| 200 m-es vegyesúszás          | Hosszú Katinka · Magyarország                                                              | 2:04,33 CR     | Siobhan-Marie O'Connor · Egyesült Királyság                                       | 2:06,73 | Sophie Allen · Egyesült Királyság                                                                  | 2:06,86 |
| 400 m-es vegyesúszás          | Mireia Belmonte · Spanyolország                                                            | 4:21,23 CR     | Hosszú Katinka · Magyarország                                                     | 4:24,69 | Aimee Willmott · Egyesült Királyság                                                                | 4:25,37 |
| 4 × 50 m-es gyorsúszás váltó  | Dánia · Pernille Blume · Jeanette Ottesen · Kelly Riber Rasmussen · Mie Østergaard Nielsen | 1:37,04 WR     | Svédország · Michelle Coleman · Sarah Sjöström · Louise Hansson · Magdalena Kuras | 1:37,08 | Oroszország · Rozaliya Nasretdinova · Veronyika Popova · Yelizaveta Bazarova · Svetlana Kniaginina | 1:37,13 |
| 4 × 50 m-es vegyesúszás váltó | Oroszország · Daria Ustinova · Yuliya Yefimova · Svetlana Chimrova · Rozaliya Nasretdinova | 1:44,67        | Dánia · Mie Nielsen · Rikke Møller Pedersen · Jeanette Ottesen · Pernille Blume   | 1:44,81 | Svédország · Michelle Coleman · Jennie Johansson · Sarah Sjöström · Louise Hansson                 | 1:46,08 |

### Vegyes
| Versenyszám                   | Arany                                                                                        | Arany      | Ezüst                                                                                | Ezüst   | Bronz                                                                                | Bronz   |
| ----------------------------- | -------------------------------------------------------------------------------------------- | ---------- | ------------------------------------------------------------------------------------ | ------- | ------------------------------------------------------------------------------------ | ------- |
| 4 × 50 m-es gyorsváltó        | Oroszország · Szergej Feszikov · Vlagyimir Morozov · Rozaliya Nasretdinova · Veronika Popova | 1:29,53 WR | Olaszország · Luca Dotto · Marco Orsi · Silvia Di Pietro · Erika Ferraioli           | 1:30,26 | Hollandia · Inge Dekker · Joost Reijns · Sebastiaan Verschuren · Ranomi Kromowidjojo | 1:30,62 |
| 4 × 50 m-es vegyesúszás váltó | Oroszország · Vitaly Melnikov · Julija Jefimova · Svetlana Chimrova · Vlagyimir Morozov      | 1:37,63 WR | Németország · Christian Diener · Caroline Ruhnau · Steffen Deibler · Dorothea Brandt | 1:39,32 | Csehország · Simona Baumrtová · Petr Bartůněk · Lucie Svěcená · Tomáš Plevko         | 1:39,54 |